# Scolaio di Giovanni
Scolaio di Giovanni dit Maestro di Borgo alla Collina (1370 - 1434) est un peintre italien de Florence pendant la Renaissance.

## Biographie
Scolaio di Giovanni est un peintre qui a été actif à Florence au cours de la fin  du Trecento et début du Quattrocento. Il a fait son apprentissage auprès de Agnolo Gaddi et les œuvres de sa maturité démontrent une disponibilité envers les nouveautés qui animent la peinture florentine des années 1430. 
Contrairement à ce qui est généralement affirmé par la critique, l'artiste ne serait pas un disciple ni un suiveur de Gherardo Starnina, mais vraisemblablement un étroit collaborateur, un associé dans une « chompagnia ». 
Selon des documents d'époque, Scolaio di Giovanni serait le même artiste que le Maestro di Borgo alla Collina.

## Œuvres
- Vierge d'humilité couronnée par deux anges ;
- Nativité, tempera sur bois et or, 122,9 × 67,2 cm, Moretti Fine Art, New York ;
- Vierge à l'Enfant, tempera sur bois,76,8 × 53 cm.